# Castiglione Chiavarese
Castiglione Chiavarese är en ort och kommun i  storstadsregionen Genua, innan 2015 provinsen Genova, i regionen Ligurien i Italien. Kommunen hade 1 598 invånare (2018).